# 世界の医療団

活動地域

世界の医療団（せかいのいりょうだん、メドゥサン・デュ・モンド、フランス語: Médecins du Monde, MDM）は、フランス人医師ベルナール・クシュネルによって1980年にフランスで設立された、医療ボランティアを世界各国に派遣して人道支援に取り組む国際的なNGOである。ドクター・オブ・ザ・ワールドとも呼ばれている。
フランス、スペイン、ギリシャ、アメリカ、日本など、16か国を網羅する国際ネットワークを通じて、年間約1200人の医師・看護師などの医療ボランティアおよびコーディネーターなどの非医療の専門家を世界約90か国に派遣し、年間約300のプロジェクトを実施している（事務局：15か国、全事務局ボランティア3000人、海外派遣スタッフ 380人、現地スタッフ 2000人、全事務局常勤有償スタッフ520人、国際ネットワークにおける年間予算：約120億円、世界83か国で年間359のプロジェクト実施）。

## 設立経緯
1970年代末、ベトナムからボートピープルが南シナ海に流出するという世界中の注目を集めた出来事があった。
クシュネルが先立って設立していた国境なき医師団は、ボートピープルの救助が領海侵犯の恐れがあると行動を躊躇する。これに対し、クシュネルは友人らとともに大型船「イル・ド・リュミエール号」(仏: île de lumière)（「光の島」という意）をチャーターし、海上をさまようボートピープルの救助に向かった。これを契機として国際人道医療支援活動を使命とする世界の医療団が設立された。

## 使命と活動
第一の使命は「治療する」ことである。国籍、民族、宗教、思想、人種などのあらゆる壁を乗り越えて世界中の最も弱い立場にある人々を救う目的で活動を続けている。その援助対象は、自然災害・武力紛争・政治的抑圧などの犠牲者、疾病（風土病、伝染病、エイズ）に苦しむ人々、難民、避難民、少数民族、ストリートチルドレン、医療から除外された全ての人々など多岐にわたる。
第二の使命は「証言する」ことである。正義のない治療はなく、社会の掟のない持続的援助はあり得ない。効果的にその支援活動を実施するべく、世界の医療団は医療を超えた「証言」という手段に訴えている。いかなる政治的・イデオロギーにも拠らない独立した立場において、医療へのアクセスの妨げとなっているもの、人権や尊厳を侵害するものを、医療を通じて証言している。さらに、単に医療に留まらず、医療アクセスの障害となっているもの、人権ならびに人間としての尊厳の侵害を証言し、世論に訴えるアドボカシー活動も世界の医療団の重要な使命のひとつである。

### 支援プログラム
世界の医療団の医療チームは、援助を必要としている世界の国や地域で、それぞれの保健衛生環境や住民の援助ニーズに合わせ、さまざまな支援プロジェクトを実施している。

### 緊急プログラム
自然災害・紛争等への緊急対策
地震、洪水、火山噴火などの自然災害、武力紛争の勃発により予期せぬ危機に襲われた人々をひとりでも多く救うため、世界のどこでも救援隊を派遣し、救援物資の調達を行うプログラム。
絶望的状況を強いられている人々に、医療・外科支援、医薬品、飲料水の供給、予防接種の実施などを通じて、必要最低限の生活環境を整備することを目的としている。
迅速な対応が必要な災害、事故、事件勃発から24時間から72時間以内に救援隊が派遣される。

### 復旧プログラム
自立に向けた支援のはじまり
緊急事態の沈静化を受けて開始され、6か月から3年の計画で実施されるプログラム。被災者や犠牲者の身体と精神の回復、彼らに必要最低限の保健サービスを保証すべく、破壊された社会、保健衛生機構（施設、物資、人材）の普及援助を目的とする。
修復外科手術、基礎治療、予防接種、精神衛生ケア、飲料水の確保などの活動。

### 長期開発プログラム
地域社会の自立を目指す
長期開発プロジェクトは、6か月～3年の期間を有し、健康障害を持つ人々に持続性のある治療を施すことを目的としている。必要な手段を持ち合わせていない現地パートナー、コミュニティー、行政の要請に応え、ニーズへの対策、政策の実現のために現地に赴く。実施国の保健衛生当局や病院と協力して、地域住民を対象とした予防および健康に関する啓蒙プログラムを実施するとともに、病院の復旧、医療スタッフの育成を行っている。

### 日本における活動
1995年1月、阪神・淡路大震災発生直後、世界の医療団はいち早く日本における調整業務の拠点を設置し、緊急援助チームをパリから神戸に派遣、神戸市・長田区役所を中心に被災者の支援にあたった。同年3月に日本事務局が設立され、医療ボランティアの募集と現地への派遣、証言・アドボカシー活動および募金活動が開始された。
世界の医療団日本事務局は設立以来、ルワンダ、コソボ、ラオス、ベトナム、ニジェールなどに日本から医療ボランティアを派遣している。

### スマイル作戦
「スマイル作戦」は、戦争、病気、先天性疾患などにより顔面や身体に著しい損傷を受け、その視覚的なイメージと古い信仰のために社会の偏見の目に晒され、社会的差別などに苦しむ子どもたちに、「ごく普通」の社会生活を取り戻すことを目的とした、世界の医療団の修復形成外科プロジェクトである。日本からは1996年よりほぼ毎年、医師や看護師といった医療ボランティアが現地に派遣され、顎顔面外科手術および形成外科手術を施している。
2006年は延べ17名の医師、看護師が日本から参加した。

### ニココロプロジェクト
世界の医療団は、「こころのケア」を中心とした医療支援活動を長期に渡り岩手県大槌町で展開している。精神科医を中心とした、世界の医療団の医療支援チームは、病や不調に対する薬の処方などの診療に加え、ストレスや緊張の緩和のための呼吸法、マッサージなど被災者ご自身でできる自己緩和法の伝授にも力を注いでいる。

### 東京プロジェクト
「東京プロジェクト」は、世界の医療団が、NPO 法人「TENOHASI」及び、「べてぶくろ」（べてるの家・NPO法人セルフサポートセンター浦河）と協力し、障害のある路上生活者が路上から脱し、安定した地域生活を営むために、さまざまな日中活動や当事者研究などのプログラムを導入したプロジェクトである。「東京プロジェクト」は世界の医療団が国内で初めて実施したプロジェクトで、2008年9月と2009年10月の2回に渡り、東京都豊島区池袋で行われた調査の結果から、「ホームレス」状態にある人々の中に占める知的障害、精神障害がある人の割合が、一般より高いことが明らかになったことを受け開始された。
2008年末の調査によれば、調査協力したホームレスの60%がなんらかの精神症状があることが明らかになり、また半数以上に自殺のリスク、24%が特に危険な状態、32%が過去実際に自殺を企図したことが判明した。

## 財政の透明性
世界の医療団は、完全に独立した立場から医療支援活動および証言・アドボカシー活動を展開するために、厳密な予算立てと透明な財政をその原則倫理とするフランスの監督組織である憲章委員会に加盟し、民間からの寄付金収入を中心にしたプロジェクト政策を実施している。

## 組織の構造
理事会、運営委員会、考察グループ、国際代表団および海外支部によって構成されている。
理事会
世界の医療団の最高意思決定機関。約3000名の会員の中から総会によって15名が選出され、毎年その3分の1が改選される。役割は政治的・戦略的方針の明確化および予算案の検討とその採決である。また、メンバーから執行部（会長、副会長、事務局長、事務局長代理、監事、監事補佐）の選出を行う。
運営委員会
プロジェクトの新規開設やフォローに関する決定を行う機関。理事会執行部と各ディレクター（部門長）から構成される。
考察グループ
世界情勢の分析とその対応を行うために、大陸別考察グループとテーマ別考察グループが設けられている。各グループは、ボランティアスタッフと支援プロジェクトの責任者および専門家から構成されている。
また、現場の支援活動の効率化および他国の保健衛生関連職従事者の採用・育成を促進するために、国際代表団と海外支部がある。
国際代表部
スペイン、アメリカ、ギリシア、スイス、イタリア、スウェーデン、キプロス共和国、アルゼンチン、カナダ、ベルギー、ポルトガル
支部
ドイツ、日本、オランダ、イギリス

## 海外派遣ボランティアの募集
世界約90か国で医療援助プロジェクトを実施している世界の医療団は、長期開発援助（最低4か月以上）に参加可能な、主に医療従事者（医師、看護師、助産師など）を中心としたボランティアを常時募集している。